# Илинка Бачила
Марија Илинка Бачила (рум. Maria Ilinca Băcilă; Таргу Муреш, 17. август 1998), познатија као Илинка (рум. Ilinca), румунска је певачица и јодлерка. Учествовала је у четвртој сезони румунског Гласа. Заједно са Алексом Флореом представљаће Румунију на Песми Евровизије 2017. са песмом Yodel It!.